# Stefano Gori
Stefano Gori, né le 9 mars 1996 à Brescia en Italie, est un footballeur italien, qui évolue au poste de gardien de but au Spezia Calcio, prêté par la Juventus FC.

## Biographie

### Débuts professionnels
Né à Brescia en Italie, Stefano Gori est formé par le club de sa ville natale, le Brescia Calcio, avant de rejoindre en 2014 le Milan AC.
En 2015, il s'engage avec le SSC Bari. Il joue son premier match en professionnel le 18 mai 2017, lors d'un match de Serie B contre la SPAL. Il entre en jeu lors de cette rencontre perdue par les siens sur le score de deux buts à zéro.

### AC Pise
Le 3 août 2018, Gori s'engage en faveur de l'AC Pise 1909, club évoluant alors en Serie C. Il joue son premier match lors de la première journée de la saison 2018-2019, face à l'AC Coni 1905. Il garde sa cage inviolée ce jour-là, et son équipe s'impose (1-0). Il s'impose comme titulaire à Pise, et son équipe est promue en Serie B à l'issue de la saison.
Il découvre la deuxième division italienne lors de la saison 2019-2020, jouant son premier match lors de la première journée, le 23 août 2019 face au Bénévent Calcio (0-0).
Recruté par la Juventus le 28 juin 2020, il ne joue aucun match avant d'être prêté le 15 janvier 2021 à l'AC Pise 1909, où il fait son retour jusqu'à la fin de saison.

### Prêts
Le 21 juillet 2021, Stefano Gori est prêté pour une saison au Côme 1907,.
Le 13 juillet 2022, Gori est prêté pour une saison à l'AC Pérouse.
Le 31 juillet 2023, Stefano Gori est de nouveau prêté, cette fois-ci à l'AC Monza pour une saison avec option d'achat.

### En équipe nationale
Stefano Gori reçoit trois sélections en équipe d'Italie des moins de 18 ans lors de l'année 2014, avec pour résultats trois victoires.
Il reçoit également une sélection avec l'équipe d'Italie des moins de 19 ans en août 2014, contre la Croatie (défaite 1-2).